# Choluteca (rzeka)
Choluteca (hiszp. Río Grande o Choluteca) – rzeka w południowym Hondurasie. Jej długość wynosi 349 km, a powierzchnia dorzecza - 7 681 km². 
Źródło położone jest w górach Cordillera de Tilarán. Początkowo rzeka płynie w kierunku północnym, mijając po drodze stolicę kraju Tegucigalpę. Później skręca na wschód, a potem na południe i kieruje się do ujścia w zatoce Fonseca, niedaleko miasta Cedeño. W dolnym biegu rzeki położone jest miasto Choluteca.